# Руска република
Руска република (рус. Российская республика) представљала је државни облик који је постојао у кратком временском периоду. Обухватала је територију бивше Руске Империје после абдикације Николаја II 15. марта 1917. године. Сама република је проглашена 14. септембра 1917. године од стране Привременe рускe владe. Шест месеци касније, република је расформирана након Октобарске револуције. Након републике успостављена је Руска Совјетска Федеративна Социјалистичка Република.

## Главне институције
- Привремена руска влада

## Регионалне аутономије
- Украјинска Народна Република
- Велико кнежевство Финска